# 日本とパレスチナの関係
日本とパレスチナの関係（にほんとパレスチナのかんけい、アラビア語: العلاقات الفلسطينية اليابانية、英語: Japan-Palestine relations） では、日本とパレスチナの関係について概説する。正式名称から日本とパレスチナ国の関係、統治組織「パレスチナ自治政府」から日本とパレスチナ自治政府の関係とも。日本はパレスチナを国家承認していないが、実務上の関係が築かれている。

## 両国の比較
|                   | パレスチナ                    | 日本                            | 両国の差                    |
| ----------------- | ----------------------------- | ------------------------------- | --------------------------- |
| 人口              | 480万3269人（2020年）         | 1億2583万人（2020年）           | 日本はパレスチナの約26.2倍  |
| 国土面積          | 6,020 km2                     | 37万7972 km2                    | 日本はパレスチナの約62.8倍  |
| 首都              | ラマッラー                    | 東京都                          |                             |
| 最大都市          | ガザ                          | 東京都区部                      |                             |
| 政体              | 大統領制                      | （民主制）議院内閣制            |                             |
| 公用語            | アラビア語                    | 日本語（事実上）                |                             |
| 通貨              | 新シェケル（事実上）          | 日本円                          |                             |
| 国教              | イスラム教                    | なし                            |                             |
| 国家元首          | マフムード・アッバース 大統領 | 徳仁 天皇 石破茂 内閣総理大臣   |                             |
| 人間開発指数      | 0.686                         | 0.919                           |                             |
| 民主主義指数      | 3.89                          | 7.99                            |                             |
| GDP（名目）       | 155億6130万米ドル（2020年）   | 4兆9754億1524万米ドル（2020年） | 日本はパレスチナの約319.7倍 |
| 一人当たり名目GDP | 3,239.7米ドル（2020年）       | 39,538.9米ドル（2020年）        | 日本はパレスチナの約12.2倍  |
| GDP（購買力平価） | 273億2016万米ドル（2020年）   | 5兆5043億3091万米ドル（2019年） | 日本はパレスチナの約201.5倍 |
| 一人当たり実質GDP | 5,687.8米ドル（2020年）       | 43,593.5米ドル（2019年）        | 日本はパレスチナの約7.7倍   |
| 経済成長率        | 1.4％（2019年）               | 0.3%（2019年）                  |                             |
| 軍事費            | ‐米ドル（2020年）             | 491億4855万米ドル（2020年）     |                             |
| 地図              |                               |                                 |                             |

## 歴史

### パレスチナ略史
第一次世界大戦以降、イギリスが統治するパレスチナ地域においてパレスチナ人と新しく入植してきたユダヤ人との対立が生まれる。
1947年、国連総会にてパレスチナをアラブ国家とユダヤ国家に分割する決議を採択する。
1948年、イギリス軍のパレスチナ撤退に合わせてイスラエルが独立を宣言。これに伴って第一次中東戦争が勃発し、多くのパレスチナ人が難民となった。これは「ナクバ」(アラビア語で「大破局」「大災厄」)と呼ばれた。
1964年、イスラエルの支配下にあるパレスチナ人の解放を目的とする「パレスチナ解放機構(PLO)」が設立され、拠点をヨルダンにおいた事実上のパレスチナ亡命政府となる。
1967年、第三次中東戦争が勃発。勝利したイスラエルがガザ地区、ヨルダン川西岸を軍事占領し入植を開始。
1974年、パレスチナ解放機構は国際連合のオブザーバー組織となる。
1987年、「インティファーダ」と呼ばれるパレスチナ人による反占領運動が開始。
1988年には「イスラエル打倒によるパレスチナ解放」から「イスラエルと共存するヨルダン川西岸地区およびガザ地区でのパレスチナ国家建設」へと方針転換。パレスチナ国独立宣言が実施される。
1993年のオスロ合意に基づき、武力闘争方針が転換されパレスチナ解放機構を母体とするパレスチナ自治政府が設立される。1995年よりパレスチナ国としてヨルダン川西岸及びガザで自治を開始。
2004年、パレスチナ解放機構議長で初代パレスチナ大統領のヤーセル・アラファートが死去。マフムード・アッバースが2代目大統領に選出される。
2012年11月29日、国連総会においてパレスチナを「オブザーバー組織」から「オブザーバー国家」に格上げする決議案が賛成多数で承認され、国際連合では「国家」の扱いを受けることとなった。

### 日本との関係史
パレスチナ国は国際連合加盟国の7割以上に相当する138ヶ国から国家承認を受けているものの、アメリカ合衆国やフランス、イギリスといった西側諸国のほとんどは主権国家としてのパレスチナを承認せず一貫してイスラエルの立場に立っている。日本もこれに追随しパレスチナ国を未承認の状態が続いている。一方で1974年にパレスチナ解放機構が国際連合のオブザーバー組織となったことを契機として自治政府との実務上の外交関係は構築されており、1977年にはPLO東京事務所が開設された。
1981年10月、ヤーセル・アラファート（アラファト）が初めて日本を訪問した。独立宣言の翌年にあたる1989年にはヤーセル・アラファートが再度日本を訪れ、それに伴ってPLO東京事務所は駐日パレスチナ常駐総代表部へと格上げされた。その後1995年には資金難を理由に代表部は閉鎖されるものの2003年には再開している。一方で日本は自治政府が発足してから間もなくの1998年、ガザ地区に在ガザ出張駐在官事務所（日本政府代表事務所）を開設した。これは2007年、パレスチナの事実上の首都として機能しているラマッラーに移転されている。

## 外交

パレスチナの国家承認状況
パレスチナ
承認
未承認

パレスチナのオブザーバー国家格上げ決議の投票結果
賛成
反対
棄権
欠席
非会員

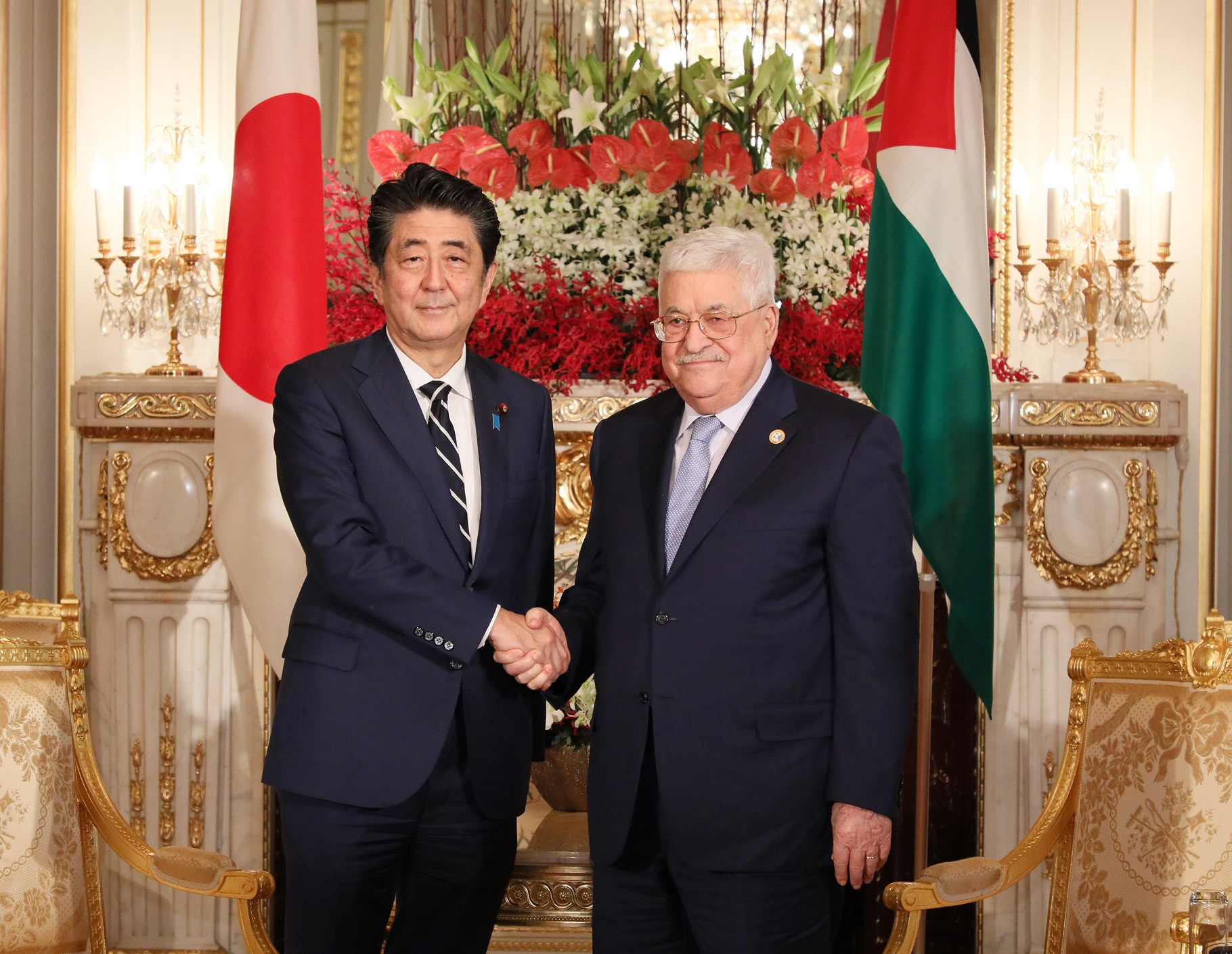
2019年、安倍晋三とアッバース大統領の会談の様子

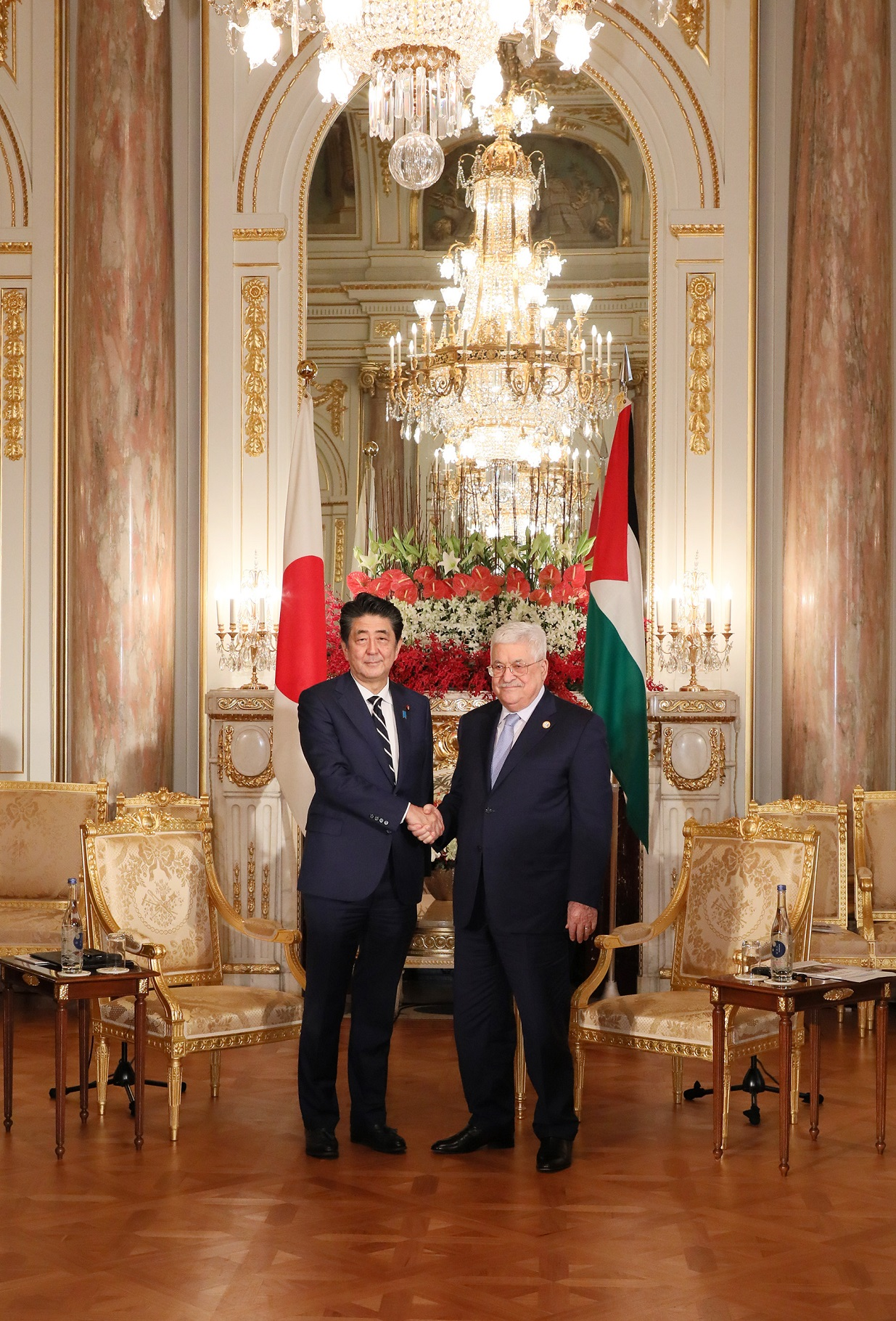
2019年、安倍晋三とアッバース大統領の会談の様子

### 二国間関係
上述の通り日本は一貫してイスラエルを国家承認し、パレスチナを未承認としている。しかし日本政府はイスラエルとパレスチナの二国間による平和的解決を支持し、また将来の国家承認および正式な外交関係樹立を予定した国家に準ずる自治地域としてパレスチナを扱っている。そのため一定の友好関係が築けている。
国際連合総会においては、2012年のパレスチナのオブザーバー国家格上げ決議で日本はフランスやイタリアとともに賛成票を投じた。2015年の国連建造物の前にパレスチナ国旗を掲揚することを認める決議案でもアメリカ合衆国やカナダが反対、イギリスや欧州連合加盟国など西側諸国を中心とした45か国が棄権するなか、日本はG7で唯一賛成票を投じている。賛成票を投じたのは日本を含む119か国で、結果国旗掲揚は認められた。またトランプ政権がエルサレムをイスラエルの首都と認定した問題についても、日本はアメリカに対しその方針を撤回するよう促す決議案に賛成票を投じている。また国際連合安全保障理事会においては、パレスチナを国際連合の正式な加盟国と勧告する決議案が2024年4月18日に採決された際には非常任理事国であった日本は賛成しており（決議そのものはアメリカ合衆国の拒否権行使により否決された）、これを受けて国連総会にて安保理に対する再考の促しとパレスチナに正式加盟の資格があることを認める決議案にも日本は賛成している。このように、日本は国際社会におけるパレスチナの立場を比較的尊重している。
また日本政府はパレスチナ日本代表事務所長を「大使」という名称を用いて外交活動を展開している。日本が国家承認していない地域において外交官に「大使」の呼称を用いるのは異例である。
呼称については日本はパレスチナを独立国として承認していないため国名「パレスチナ国」ではなく、統治機構「パレスチナ自治政府」が公的には使用される。

### 多国間関係
日本・パレスチナを含む重要な多国間の枠組みとしては、日本・イスラエル・ヨルダンそしてパレスチナの四者による地域協力「平和と繁栄の回廊」が存在する。これは2006年当時総理大臣であった小泉純一郎がパレスチナを訪問した際に日本から提唱されたもので、ヨルダン渓谷を経済的・社会的な開発を進めるとともに、パレスチナの国家としての自立を目指すものである。現在までに六度の四者協議が開かれた。ジェリコ市郊外に農産加工団地を建設する計画はこの構想の旗艦事業で、建設開始以降多くの日本要人がここを視察している。
また日本は2013年、先進国や新興国の集まる東アジアにおけるリソースや経済発展の知見を動員しパレスチナの国づくりや経済発展、平和実現を支援すべく「パレスチナ開発のための東アジア協力促進会合（CEAPAD）」を立ち上げている。これは主導国である日本と支援対象国であるパレスチナほか、韓国、中国、インドネシア、シンガポール、タイ、マレーシア、ベトナム、フィリピン、ブルネイなどが参加する会合で、閣僚級会合が三度(第一回が東京、第二回がジャカルタ、第三回がバンコク)、高級実務者会合が二度開催されている。

### 日本要人のパレスチナ訪問
日本はイスラエルを承認しつつもパレスチナの国家建設を容認し、イスラエルとパレスチナの二者間による平和的解決を支持する立場にある。そのことからパレスチナとは友好的関係を築けており、加えて中東情勢は日本にとっても重要事項であるため、総理大臣や外務大臣といった日本要人のパレスチナ訪問は多い。近年のものとしては以下がある。
2015年1月には当時総理大臣の安倍晋三が初めてパレスチナを訪問。パレスチナ大統領のマフムード・アッバースと会談し、テロ問題などについて意見交換を実施し日・パレスチナ間の信頼関係醸成に寄与した。また安倍晋三はパレスチナの新聞アル＝アイヤームのインタビューで、パレスチナの国家建設を支持しイスラエルに入植を停止するよう促している。
2016年9月には薗浦健太郎外務副大臣がパレスチナを訪問しラーミー・ハムダッラー首相へ表敬し、財務大臣のシュクリ・ビシャーラとは会談を実施、「平和と繁栄の回廊」の四者会談にも出席した。また2017年11月には総理大臣補佐官としてパレスチナ問題の当事者国であるパレスチナ、イスラエル、ヨルダンを訪問している。
2017年5月には経済産業大臣として初めて世耕弘成がイスラエルとならんでパレスチナを訪問し、ジェリコ農産加工団地（JAIP）を視察。日・パレスチナ間の経済関係を強化した。
2017年12月には河野太郎外務大臣がパレスチナを初訪問。パレスチナ大統領のマフムード・アッバースを表敬し、パレスチナ首相のラーミー・ハムダッラー主催の昼食会にも参加した。また河野太郎は2017年にエジプトで、2018年6月にタイで、2018年9月にイタリア・ローマでいずれもリヤード・アル＝マーリキーと外相会談を実施。電話会談も2017年8月に実施されており、河野太郎はパレスチナやイスラエルを中心とする中東情勢を重視する姿勢を見せている。
2018年5月には当時総理大臣だった安倍晋三がパレスチナを含む中東諸国を訪問した。安倍晋三のパレスチナ訪問は二度目で、マフムード・アッバースとの首脳会談ではパレスチナ問題や中東和平についてが話し合われ、また「平和と繁栄の回廊」構想の旗艦事業である「ジェリコ農産加工団地（JAIP）」の視察も行われた。
2019年12月、外務副大臣の鈴木馨祐がパレスチナを訪問し、「ジェリコ農産加工団地（JAIP）」を視察した。
2021年8月、外務大臣の茂木敏充がパレスチナを含む中東諸国を訪問。パレスチナ外務庁長官のリヤード・アル＝マーリキーと外相会談を実施したほか、パレスチナ首相のムハンマド・シュタイエとの会談、パレスチナ大統領のマフムード・アッバースへの表敬も実施した。また日本が推進する「平和と繁栄の回廊」構想の旗艦事業である「ジェリコ農産加工団地（JAIP）」に建設されたパレスチナ・ビジネス繁栄センターの開所式にも出席した。

### パレスチナ要人の訪日
パレスチナにとって日本は主要な援助国であり、正式な国交は結ばれていないながら大統領、首相、各長官といった要人がたびたび訪日を実施している。近年の主要なものは以下の通り。
2012年4月、マフムード・アッバースがパレスチナ大統領として三度目の訪日を実施。当時総理大臣の野田佳彦と会談を実施して一年前の東日本大震災についてお見舞いと意見交換が実施された。
2013年2月にはパレスチナ首相のサラーム・ファイヤードが訪日を実施し、安倍晋三との首脳会談を実施して「平和と繁栄の回廊」構想について意見交換が実施された。
2015年2月、パレスチナ外務庁長官のリヤード・アル＝マーリキーが訪日を実施。当時外務大臣だった岸田文雄と外相会談を実施してパレスチナ支援について意見交換した。
2016年2月にはパレスチナ財務・計画庁長官のシュクリ・ビシャーラが東アジア協力促進会合（CEAPAD）のために訪日し、山田美樹外務大臣政務官と会談を実施。またほぼ同時期には大統領のマフムード・アッバースが親善関係深化のため訪日し、当時天皇だった明仁と初めての懇談を実施している。
2017年4月、パレスチナ経済庁長官アビール・オウデが訪日し、外務大臣政務官の滝沢求を表敬。
2019年7月にはパレスチナ観光・遺跡庁長官のルーラ・マアーヤが訪日を実施。河野太郎と会談を行って、平和と繁栄の回廊の主要事業の一つでありパレスチナの観光産業の振興を目指す「観光回廊」について意見交換などを行った。
2019年10月、即位礼正殿の儀に参列するためマフムード・アッバースが訪日を実施し、それに伴って安倍晋三との会談も実施された。

## 経済関係
2020年のパレスチナの対日貿易は輸入額3億5479万円、輸出額4499万円となっている。対日輸入の主要品目は医療機器や建設機械などで、対日輸出の主要品目はオリーブオイルや石鹸など。日本が正式な国交を結んでいない国としては、台湾に次いで盛んな貿易が行われている。
日本は主要なパレスチナ支援国であり、経済や社会の自立化を促進することで平和を構築するべく様々な事業が実施されている。例としては「平和と繁栄の回廊」構想やパレスチナ開発のための東アジア協力促進会合（CEAPAD）といったパレスチナ支援を目的とする多国間の枠組みを立ち上げたほか、平和構築やインフラ支援のためのODAおよび食糧支援も多数実施されている。近年のものは以下が挙げられる
- 「理数科教育質の改善プロジェクト(2019年3月‐2022年8月)」‐技術協力。理数科教員が効果的な生徒中心型授業を行えるよう知見・技術を支援[80]。
- 「ジェニン市水道事業実施能力強化プロジェクト(2017年9月‐2021年9月)」‐技術協力。無収水(水道料金の請求対象にならない水)の比率削減に向けた事業運営計画の策定と水道料金徴収にかかる能力強化を支援[81]。
- 「難民キャンプ改善プロジェクト(2016年12月‐2019年12月)」‐技術協力。難民キャンプ改善計画（CIP）を作るためのマニュアルを作り、研修・ワークショップなどを実施[82]。
- 「難民キャンプ改善プロジェクトフェーズ2(2020年9月‐2024年9月)」‐技術協力。前計画に引き続きヨルダン川西岸地区の3キャンプにおいて、住民のニーズに基づくキャンプ改善計画（CIP）を策定するとともに、同計画の実施メカニズムを構築[83]。
- 「産業振興プロジェクト(2019年3月‐2022年3月)」‐技術協力。「平和と繁栄の回廊」の旗艦事業であるジェリコ農産加工団地に関する法的な枠組みの見直し、JAIPの開発・運営事業者によるビジネスプランの見直しと実施の促進、零細中小企業向けのビジネス・アドバイザリー・サービス制度の整備を支援[84]。
- 「市場志向型農業のための農業普及改善プロジェクト(2016年7月‐2021年7月)」‐技術協力。パレスチナ農業庁、県農業局関係者の普及実施体制・能力強化及び「EVAP 普及パッケージ」の改良を通じて、効果的な農業普及活動の実践を支援[85]。
- 「教育の質及び環境改善のための学校建設計画(2020年10月、24.64億円)」‐無償資金協力。パレスチナのヨルダン川西岸地区及びガザ地区において、就学前教室を含む初等・中等学校の建設及び教育機材の整備を実施することにより、初等・中等教育における学習環境の改善を図り、教育の質の向上に寄与[86][87]。
- 「医療機材整備計画(2020年2月、19.55億円)」‐無償資金協力。ヨルダン川西岸地区（1病院）及びガザ地区（3病院）の4拠点病院において、循環器疾患や癌等の非感染性疾患の診療用医療機材を整備[88][89]。
- 「ジェリコ・ヒシャム宮殿遺跡大浴場保護シェルター建設及び展示計画(2016年9月、12.35億円)」‐無償資金協力。パレスチナのジェリコにあるヒシャム宮殿遺跡は、ウマイヤ朝時代（8世紀）の初期イスラム建築の代表的な文化遺産で、単体では中東最大の大浴場のモザイク床が存在する。この協力では、大浴場モザイク床の保護、展示施設の整備を支援[90][91]。
- 「廃棄物管理に関する収集及び運搬の改善計画(2019年2月、17.85億円)」‐無償資金協力。14か所の広域行政組合に対し、収集・運搬機材を整備することにより、廃棄物管理サービスの拡大を図る[92][93]。

## 文化交流
2016年には平和構築事業の一環としてイスラエル・パレスチナ青少年計8名が揃って日本を訪問。日本の文化に触れるとともに安倍晋三にも表敬訪問している。
2018年にはパレスチナのラマッラーで文化交流イベントが開かれ、日本からはロックバンド「LUNA SEA」や「X JAPAN」のギタリストSUGIZOが参加した。
2018年には日本とパレスチナの人々の相互理解と友好親善を深め、文化、スポーツ、学術、経済、技術、市民交流等の分野における交流と協力を進める活動を行うことを目的として日本パレスチナ友好協会が設立された。

## 外交使節

### 在パレスチナ日本大使館
国交が成立していないためイスラエルの領事事務所としての在ラマッラ領事事務所が事実上の大使館の機能を有している。
- 所在地 ラマッラー・アル＝ビーレ県ラマッラーアル＝マースィユーン地区（アラビア語版、英語版）東京通り15番地アブラージュ・ハウス8階

### 駐日大使館
国交が成立していないため、日本国内にパレスチナの大使館は設置されていない。ただし常駐総代表部が設置されており、それが事実上の大使館の機能を有している。
- 所在地　〒106-0047　東京都港区南麻布3-6-3[97]
- アクセス　東京メトロ日比谷線広尾駅より徒歩11分

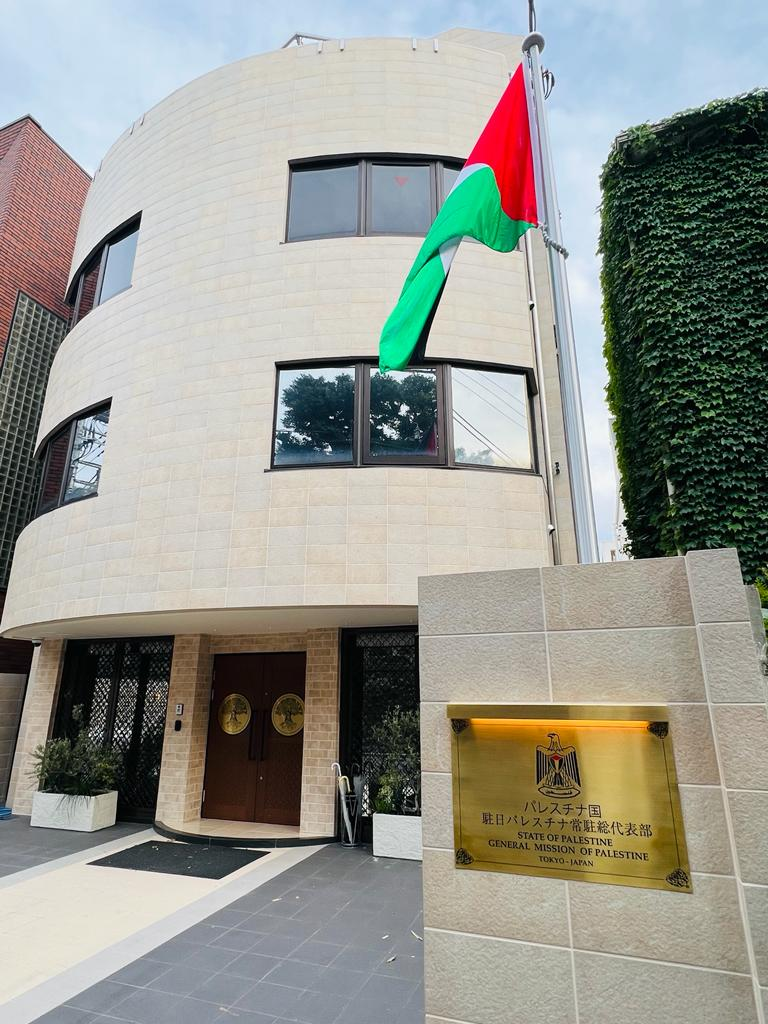
駐日パレスチナ常駐総代表部の外観